# Townland
Townland (in gaelico baile fearainn; nel dialetto scozzese dell'Ulster: toonlann) è una piccola divisione geografica territoriale utilizzata in Irlanda. Il sistema della townland ha origini Gaelico-irlandesi, anteriori all'Invasione normanna dell'Irlanda, e la maggior parte hanno nomi di origine gaelico Comunque, alcuni nomi di townland e di confini provengono da divisioni di manor normanne, Plantations of Ireland, o dalla successiva creazione dell'Ordnance Survey. Il numero totale di townland disabitate nel 1911 fu di 
60.679. Il numero totale riconosciuto dall'Irish Place Names database nel 2014 fu 61.098, comprese le townland disabitate, nella maggior parte piccole isole.

## Generalità

### Descrizione

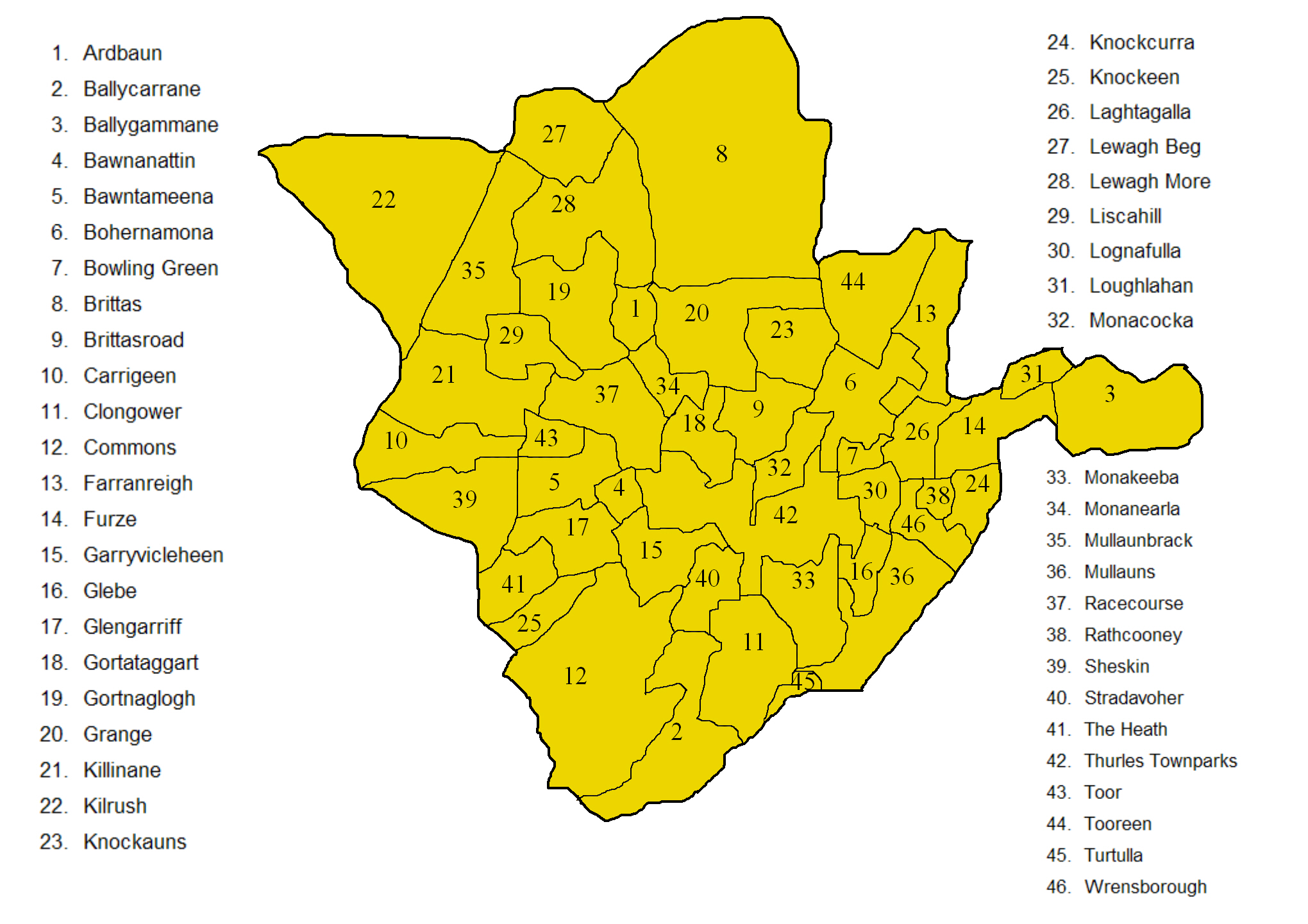
Mappa che mostra le townland della parrocchia civile Thurles nella Contea di Tipperary. Le townland di Thurles sono tipiche, essendo ampiamente variabili in forma e dimensioni con confini irregolari e formanti una patchopera nella campagna della contea. Le townland hanno una superficie media di 64 ha.

In Irlanda una townland è generalmente la più piccola divisione amministrativa della terra, sebbene townland poco più ampie siano ulteriormente divise in centinaia. Il concetto di townland è basato sul sistema gaelico di divisione della terra e la prima evidenza ufficiale dell'esistenza di questo sistema gaelico di divisione può essere trovato nelle registrazioni parrocchiali anteriori al XII secolo,
 fu nel XVII secolo che esse cominciarono a essere mappate e definite dall'amministrazione inglese allo scopo di confisca delle terre per affidarle a investitori o agricoltori inglesi.

### Etimologia
Il termine "townland" in inglese deriva dalla parola dell'inglese antico tun, indicante un'area recintata. Il termine indica la più piccolo unità di suddivisione della terra in Irlanda, basata su diverse forme di divisione gaelica della terra, molte delle quali avevano un proprio nome.
Il termine baile, anglicizzato in "bally", è l'elemento dominante usato nei nomi irlandesi delle townland. Oggi il termine "bally" indica un insediamento urbano, ma il suo significato preciso in inglese antico non è chiaro, come città non aveva posto nell'organizzazione sociale gaelica. Il termine irlandese moderno per una townland è baile fearainn (plurale: bailte fearainn). Il termine fearainn significa terra, territorio, quartiere.
I Normanni non lasciarono grandi trace nei nomi delle  townland ma adattarono alcuni di essi al proprio uso, probabilmente vedendo una similarità tra il gaelico baile e il normanno bailey, entrambi significanti insediamento.

## Uso attuale

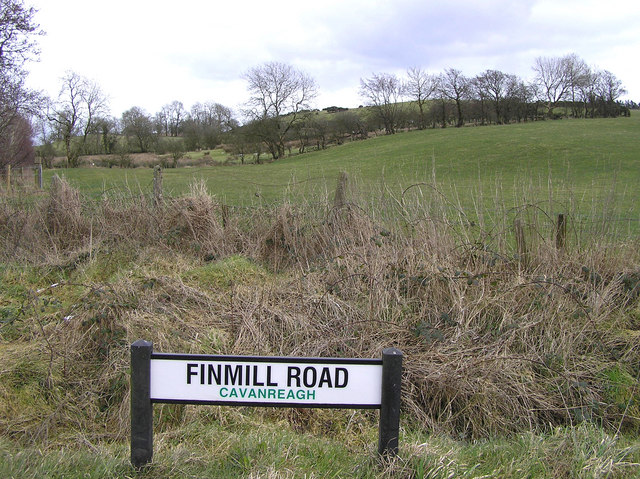
Una tipica insegna stradale nella contea di Tyrone; notare che questa parte di strada passa attraverso la townland di Cavanreagh

Le townland formano i "mattoni" di unità amministrative di più alto livello come le parrocchie e i Distretti delle divisioni elettorali nella Repubblica d'Irlanda o i Ward nell'Irlanda del Nord.
Prima del 1972 le townland erano comprese negli indirizzi postali dell'isola, ma in quell'anno le Poste britanniche decisero che l'elemento townland dell'indirizzo fosse obsoleto nell'Irlanda del Nord. I nomi di townland non furono banditi, ma vennero considerati "informazione superflua" e si chiese alla gente di evitare di menzionarle negli indirizzi. Esse dovevano essere rimpiazzate dai numeri di abitazione, nomi delle strade e codici postali. In risposta a queste direttive sorse una Campagna per le townland. Esse furono descritte come "sforzi delle comunità di livello più basso". In pieno conflitto nordirlandese, la campagna fu un raro esempio di unità fra cattolici e protestanti irlandesi, fra nazionalisti e unionisti Le townland e I loro nomi "pare che siano stati considerati come risorse in comune ed eredità culturale Coloro che erano coinvolti nella campagna sostennero che, in molte zone, la gente si identificava con la loro townland e ciò dava loro un senso di appartenenza. I cambiamenti delle Poste britanniche furono percepiti come il troncamento di questi legami.
A quel tempo i consigli di contea erano corpi amministrativi responsabili di convalidare il cambiamento. Poiché i governi locali stessi si sottomisero ai cambiamenti, la decisione delle Poste britanniche fu «consentito… di diventare legge quasi per difetto». La 
Contea di Fermanagh fu l'unica contea dell'Irlanda del Nord, che tentò di resistere completamente al cambiamento. Ciò non di meno, molti segnali stradali nuovi in parti dell'Irlanda del Nord ora indicano anche il nome della townland. Nel 2001 l'Assemblea dell'Irlanda del Nord approvò una mozione che richiedeva ai governi dipartimentali di far uso degli indirizzi contenenti la townland.
Nella Repubblica d'Irlanda la townland continua a essere utilizzata negli fu introdotto nel indirizzi. Nel 2005 il Dipartimento delle comunicazioni, energia e risorse naturali annunciò che un Sistema di codice postale sarebbe stato introdotto in Irlanda. Il sistema, noto con il nome di Eircode, fu introdotto nel 2014, ma a tutto il 2016 non risulta ancora utilizzato ampiamente e la townland rimane l'elemento predominante come identificativo dell'indirizzo nelle zone rurali.